# Tramwaje w Ch’ŏngjinie
Tramwaje w Ch’ŏngjinie (kor. 청진 궤도전차, trb. Ch'ŏngjin Kwedochŏnch'a) – system tramwajowy północnokoreańskiego miasta Ch’ŏngjin, jeden z dwóch w kraju (obok tramwajów w Pjongjangu). Wraz z trolejbusami stanowią część systemu transportu publicznego w tym mieście. Obecnie w eksploatacji jest tylko jedna linia.

## Historia
Regularny ruch na normalnotorowej i jak dotąd jedynej linii w Ch’ŏngjinie rozpoczęto 2 lipca 1999 r. Początkowo linia mierzyła 6 km i w pierwszym etapie rozbudowy została wydłużona o 7 kilometrów. W drugim etapie rozbudowy planowano wybudować kolejne 8 km torów, jednak tego planu nie udało się zrealizować. W mieście funkcjonuje jedna zajezdnia.